# Shanaze Reade
Shanaze Reade (Crewe, Cheshire, 23 de setembre de 1988) és una ciclista britànica especialista en el ciclisme en pista i en BMX
En pista destaca els seus resultats en la prova de velocitat per equips, on s'ha proclamat campiona del món dues vegades juntament amb Victoria Pendleton.
En BMX, ha guanyat l'or als Campionats del món en 4 ocasions.

## Palmarès en pista
- 2007
  -  Campiona del món en velocitat per equips (amb Victoria Pendleton)
- 2008
  -  Campiona del món en velocitat per equips (amb Victoria Pendleton)

### Resultats a laCopa del Món
- 2007-2008
  - 1a a Copenhaguen, en Velocitat per equips

## Palmarès en BMX
- 2006
  -  Campiona del món júnior en BMX
- 2007
  -  Campiona del món en BMX
- 2008
  -  Campiona del món en BMX
- 2010
  -  Campiona del món en BMX
- 2011
  -  Campiona del món en BMX - Contrarellotge